# VC Puurs - Sint-Amands
VC Puurs - Sint-Amands is een Belgische volleybalclub uit Puurs - Sint-Amands

## Geschiedenis
De club werd opgericht in 1968. De Heren 1 spelen in de tweede hoogste reeks van het land, Liga B nu omgedoopt tot 1ste Nationale. De Heren B promoveerden in het seizoen 2017-2018 naar 2de Promo, terwijl de Heren C uitkomen in 3de Promo. De Dames 1 spelen in 3de Promo.

## Bekende (ex-)spelers
- Seppe Baetens
- Joost Borremans
- Ward Coucke
- Jolan Cox
- Dennis Deroey
- Dries Heyrman
- Dries Koekelkoren
- Yves Kruyner
- Florian Malisse
- Simon Plaskie
- Jimmy Prenen
- Jelle Ribbens
- Christophe Van de Plas
- Robbe Vandeweyer
- Christof Van Goethem
- Floris van Rekom